# 高峰會
高峰會，又稱峰會（英語：summit meeting）是國家元首或政府首腦之間的國際會議，通常有著相當的媒體曝光、嚴密的保安措施和預先安排的議程。例如：第二次世界大戰期間美國總統富蘭克林·德拉諾·羅斯福、英國首相溫斯頓·丘吉爾和苏联共产党中央委员会总书记約瑟夫·斯大林的雅爾達會議。但是，在1955年的日內瓦高峰會之前，「高峰會」一詞並不常用。
在冷戰期間，當美國總統與蘇聯或中華人民共和國進行一對一會談時，媒體將事件定名為“高峰會”。冷戰後的時代使“高峰會”事件數量增加。 現時，高峰會是全球治理之中的常見表現。

## 著名的高峰会

### 二次世界大戰會議（英语：List of World War II conferences）
- 美英參謀部會談（英语：U.S.–British Staff Conference (ABC–1)） (January 29 – March 27, 1941)
- 大西洋憲章會談 (August 9–12, 1941)
- 莫斯科會議（英语：Moscow Conference (1941)） (September 29 – October 1, 1941)
- 阿卡迪亞會議（英语：Arcadia Conference） (December 22, 1941 – January 14, 1942)
- 第二次華盛頓會議 (June 20–25, 1942)
- 第二次莫斯科會議（英语：Moscow Conference (1942)） (August 12–19, 1942)
- 歇爾謝爾會議 (October 21–22, 1942)
- 卡薩布蘭卡會議 (January 14–24, 1943)
- 百慕達會議（英语：Bermuda Conference） (April 19, 1943)
- 第三次華盛頓會議 (May 12–27, 1943)
- 第一次魁北克會議 (August 17–24, 1943)
- 第三次莫斯科會議（英语：Moscow Conference (1943)） (October 18 – November 1, 1943)
- 第一次開羅會議 (November 22 – November 26, 1943)
- 德黑蘭會議 (November 28 – December 1, 1943)
- 第二次開羅會議 (December 4–6, 1943)
- 英聯邦總理會議（英语：Commonwealth Prime Ministers' Conference） (May 1–16, 1944)
- 布雷頓森林會議 (July 1–15, 1944)
- 敦巴頓橡樹園會議 (August 21–29, 1944)
- 第二次魁北克會議 (September 12–16, 1944)
- 第四次莫斯科會議（英语：Moscow Conference (1944)） (October 9, 1944)
- 馬耳他會議（英语：Malta Conference (1945)） (January 30 – February 2, 1945)
- 雅爾塔會議 (February 4–11, 1945)
- 聯合國國際組織會議 (April 25 – June 26, 1945)
- 波茨坦會議 (July 17 – August 2, 1945)

### 阿拉伯國家聯盟高峰會
| - 1974 – 拉巴特峰會 | - 2002 – 貝魯特峰會 |

### 地球高峰會
- 1992 – 地球高峰會（英语：Earth Summit (1992)）， 巴西里約熱內盧
- 2002 – 地球高峰會（英语：Earth Summit 2002）， 南非約翰內斯堡
- 2012 – 地球高峰會（英语：UNCSD 2012）， 巴西里約熱內盧

### G-高峰会
六國集團（G6）
- 1975 – 第1屆六國集團峰會， 法國朗布依埃

七大工業國組織（G7）
- 1976 – 第二屆G7峰會， 美国波多黎各圣胡安
- 1977 – 第三屆G7峰會（英语：3rd G7 summit）， 英国倫敦
- 1978 – 第四屆G7峰會（英语：4th G7 summit）， 西德波恩
- 1979 – 第五屆G7峰會（英语：5th G7 summit）， 日本東京
- 1980 – 第六屆G7峰會（英语：6th G7 summit）， 義大利威尼斯
- 1981 – 第七屆G7峰會（英语：7th G7 summit）， 加拿大魁北克省
- 1982 – 第八屆G7峰會（英语：8th G7 summit）， 法國凡爾賽
- 1983 – 第九屆G7峰會（英语：9th G7 summit）， 美国弗吉尼亞州威廉斯堡
- 1984 – 第十屆G7峰會（英语：10th G7 summit）， 英国倫敦
- 1985 – 第十一屆G7峰會（英语：11th G7 summit）， 西德波恩
- 1986 – 第十二屆G7峰會（英语：12th G7 summit）， 日本東京
- 1987 – 第十三屆G7峰會（英语：13th G7 summit）， 義大利威尼斯
- 1988 – 第十四屆G7峰會（英语：14th G7 summit）， 加拿大安大略省多倫多
- 1989 – 第十五屆G7峰會（英语：15th G7 summit）， 法國巴黎
- 1990 – 第十六屆G7峰會（英语：16th G7 summit）， 美国得克萨斯州休斯敦
- 1991 – 第十七屆G7峰會（英语：17th G7 summit）， 英国倫敦
- 1992 – 第十八屆G7峰會（英语：18th G7 summit）， 德国慕尼黑
- 1993 – 第十九屆G7峰會（英语：19th G7 summit）， 日本東京
- 1994 – 第二十屆G7峰會（英语：20th G7 summit）， 義大利
- 1995 – 第二十一屆G7峰會（英语：21st G7 summit）， 加拿大新斯科舍省哈利法克斯
- 1996 – 第二十二屆G7峰會（英语：22nd G7 summit）， 法國里昂

八大工業國組織（G8）

七大工業國組織（G7）
二十國集團（G20）